# Stadtkirche St. Jakobus (Brackenheim)

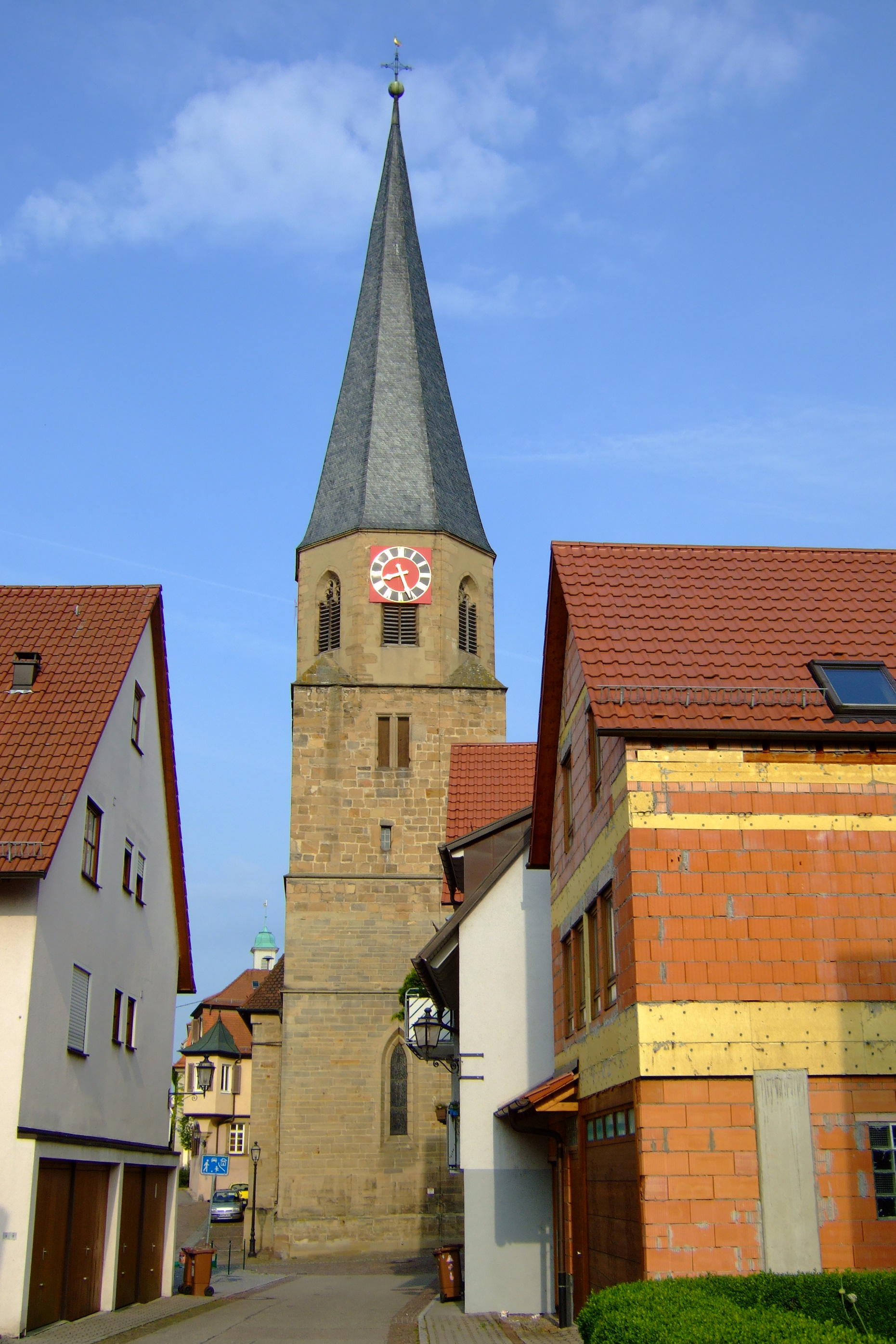
Blick durch die Kirchstraße zum Turm der Stadtkirche St. Jakobus in Brackenheim

Die Stadtkirche St. Jakobus ist eine evangelische Pfarrkirche in Brackenheim im Landkreis Heilbronn im nördlichen Baden-Württemberg. Die Kirche ist mittelalterlichen Ursprungs und erhielt bis zum Jahr 1500 durch mehrfache Erweiterungen im Wesentlichen ihre heutige Form. Die Kirche besitzt mit ihren drei historischen Turmglocken eines der ältesten Läutwerke in Baden-Württemberg.

## Geschichte

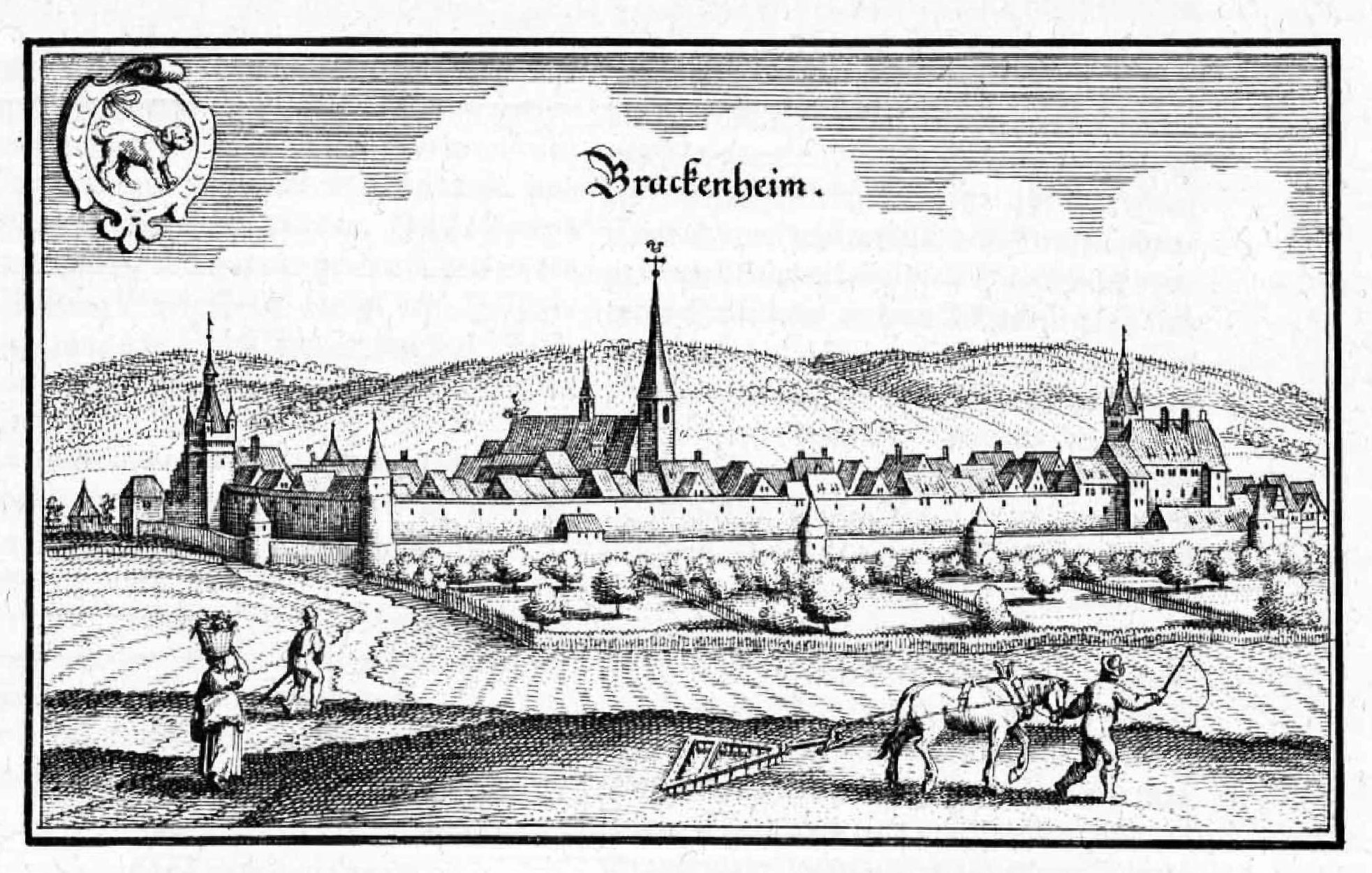
Brackenheim um 1640: die mächtige Stadtkirche überragt die Gebäude der Stadt

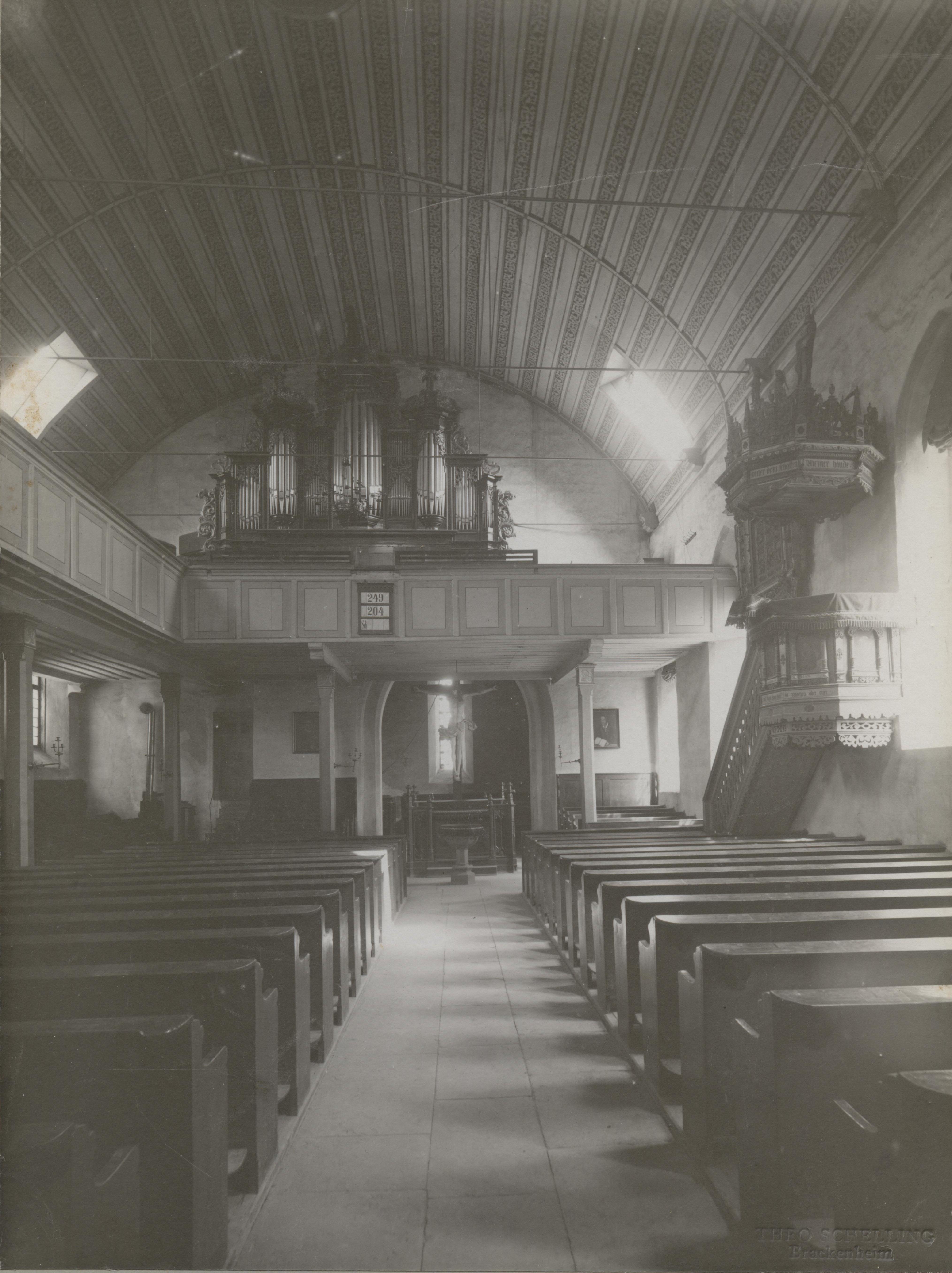
Innenansicht vor der Erneuerung 1963

Die Ursprünge der Brackenheimer Stadtkirche liegen im Dunkeln. Einer urkundlich nicht weiter belegten Chroniknotiz von 1634 zufolge soll König Konrad I. im Jahr 914 eine Kirche zu Ehren des Apostels Jakob gestiftet haben, um die herum sich der Ort Brackenheim entwickelt haben soll. Die neuere Forschung geht jedoch eher davon aus, dass die Kirche auf eine von einer Bürgerstiftung um 1100 gestiftete Kapelle zurückgeht, die als Pilgerstation in Zusammenhang mit den beginnenden Wallfahrten zum Grab des Apostels Jakobus nach Santiago de Compostela steht. Um 1300 wurde anstelle dieser wohl durch kriegerische Handlungen abgebrannten Kapelle von der Bürgerschaft eine gotische Chorturmkirche erbaut, die 1389 erstmals erwähnt wurde und bis 1500 mehrere Erweiterungen und Umbauten erfuhr, wodurch sie im Wesentlichen ihre heutige Form erhielt. Nach dem Anbau einer Sakristei im Jahr 1509 wurde die Kirche im Folgejahr Pfarrkirche der Stadt und ersetzte in dieser Funktion die bisher als Pfarrkirche genutzte, auf dem Friedhof außerhalb der Stadt befindliche Johanniskirche.
Im Jahre 1512 wurde in die Kirche eine Prädikatur gestiftet. Zur Zeit der Reformation predigte Konrad Sam in Brackenheim, der damit von etwa 1519 bis 1524 in Brackenheim die erste evangelische Reformationsgemeinde in Altwürttemberg betreute. Sam musste Brackenheim 1524 verlassen, wodurch kurzfristig nochmals altgläubige Prediger in Brackenheim zum Zuge kamen, bevor 1534 die Reformation in Württemberg vollends vollzogen wurde. 1536 wurde Brackenheim Sitz eines Dekanats. In jener Zeit wurde die ursprünglich wohl ganz mit Wandgemälden ausgemalte Kirche übertüncht, um 1540 entfernte man aus denselben reformatorischen Bestrebungen heraus auch die einst vorhandenen Nebenaltäre. Der historische Hochaltar der Kirche war dem Hl. Jakobus geweiht und wurde von der Kirchengemeinde 1880 an das Württembergische Landesmuseum verkauft. Mit der Reformation und der Abschaffung verschiedener liturgischer Handlungen wurde die Zahl der Pfarrstellen von fünf auf zwei reduziert.
Über enge Verbindungen zur Universität Tübingen wurden die Pfarrer- und Diakonstellen in Brackenheim zumeist mit gebildeten Tübinger Theologen besetzt, die meist nur für einige Jahre in Brackenheim waren, bevor sie zu höheren Stellen berufen wurden. Andreas Grammer (Pfarrer 1568–1582) war später Generalsuperintendent in Denkendorf und Bebenhausen, Erhard Weinmann (Pfarrer 1608–1620) wurde Hofprediger und Konsistorialrat in Stuttgart, Johann Melchior Nicolai (Pfarrer 1635–1659) wurde Generalsuperintendent in Denkendorf sowie Abt im Kloster Blaubeuren und im Kloster Maulbronn, Christian Gottlob Moser (Pfarrer 1834–1839) wurde Generalsuperintendent in Tübingen, und Gustav Petzold (Pfarrer 1894–1910) wurde Ehrenvorsitzender des Deutschen Kirchengesangvereins. Aus der Reihe der zweiten Pfarrer sind Karl Heinrich Paret (zweiter Pfarrer 1849–1858), der als Schriftsteller in Erscheinung trat, und Karl Eugen Rieker (zweiter Pfarrer 1884–1890), späterer Professor für Kirchenrecht in Erlangen zu nennen.
Den Stadtbrand von 1691 hat die Kirche als einziges Gebäude im Brandgebiet nahezu unbeschadet überstanden. 1716 stiftete das städtische Spital eine neue Kirchenorgel, deren Orgelprospekt sich bis heute erhalten hat.
Nach umfangreichen Renovierungen in den Jahren 1813 und 1914 (Architekt Martin Elsaesser) fand 1964 eine weitere grundlegende Renovierung der Kirche unter der Leitung von Oberbaurat Klaus Ehrlich statt. Dabei wurden unter anderem einige mittelalterliche Fresken freigelegt, die schmalen gotischen Fenster an der Südwand entdeckt und freigelegt, der zwischenzeitlich veränderte Chorbogen gotisch umgestaltet, neues Gestühl und eine neue Empore eingebaut, ein neuer Altar und ein neuer Taufstein aufgestellt sowie ein neues Orgelwerk in die alte Orgel eingebaut und die gesamte Ausstattung von einer Quer- zu einer Längskirche neu angeordnet.
2012 fand eine neuerliche Sanierung der Kirche statt, deren Schwerpunkte auf der Erneuerung von marodem Mauerwerk am Turm sowie auf der Renovierung des Dachstuhls lagen.

## Beschreibung
Architektur

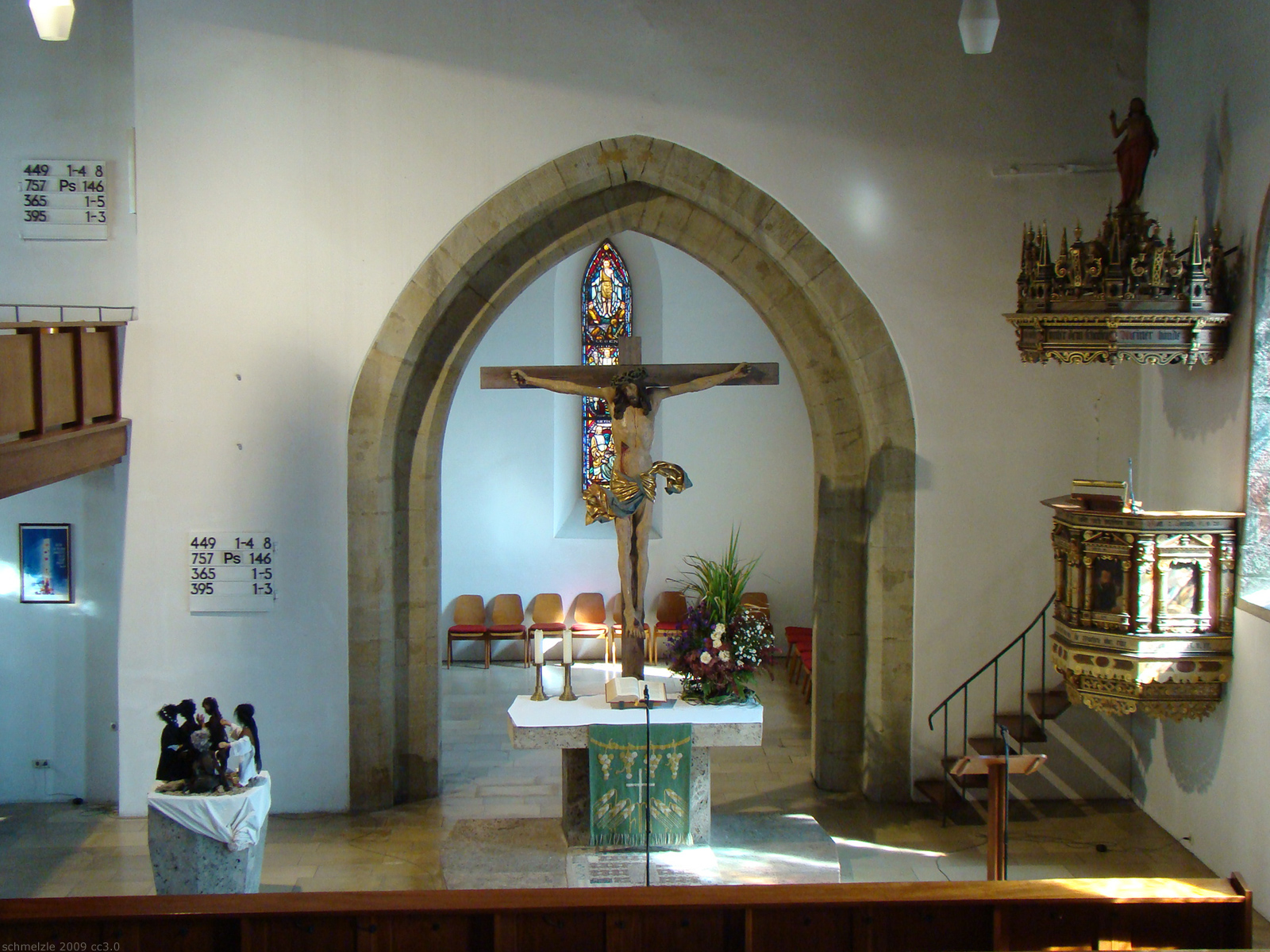
Blick zum Chor

Die Stadtkirche ist eine Chorturmkirche im Stil der späten Gotik. Der nach Osten ausgerichtete Chor befindet sich im Untergeschoss des 52 Meter hohen Kirchturms und hat eine quadratische Grundfläche von 5,85 × 5,85 Meter. Der Chor ist von einem steinernen Kreuzrippengewölbe mit vier Rippen und kunstfertigem Schlussstein überspannt. Der Kirchturm geht in seiner äußeren Gestalt von dem quadratischen Unterbau zu einem achteckigen Aufbau über und wird von einer achteckigen schieferverkleideten Dachpyramide bekrönt. Nördlich am Turm befindet sich ein altes rundes, am Turm hinaufführendes Treppenhaus sowie die 1509 ergänzte Sakristei mit gotischem Netzgewölbe.
Über einen verhältnismäßig niedrigen gotischen Chorbogen öffnet sich der Chor hin zum Kirchenschiff, das etwa 12,5 × 25,6 Meter misst. Das Kirchenschiff wurde ausgehend von dem ersten Chorturmkirchenbau wohl zu Beginn des 17. Jahrhunderts nach Norden und Westen erweitert und ist daher nicht symmetrisch zum Chor. Es wird von einem historischen hölzernen, mit Blumenranken bemalten Tonnengewölbe überspannt. Auffallend sind die unterschiedlich großen Fenster in der südlichen Seitenwand. Generell sind die großen Seitenfenster der Kirche jüngeren Datums, die beiden zusätzlichen kleinen Fenster in der Südfassade sind älter, waren aber zeitweise vermauert und wurden erst 1964 wieder geöffnet.

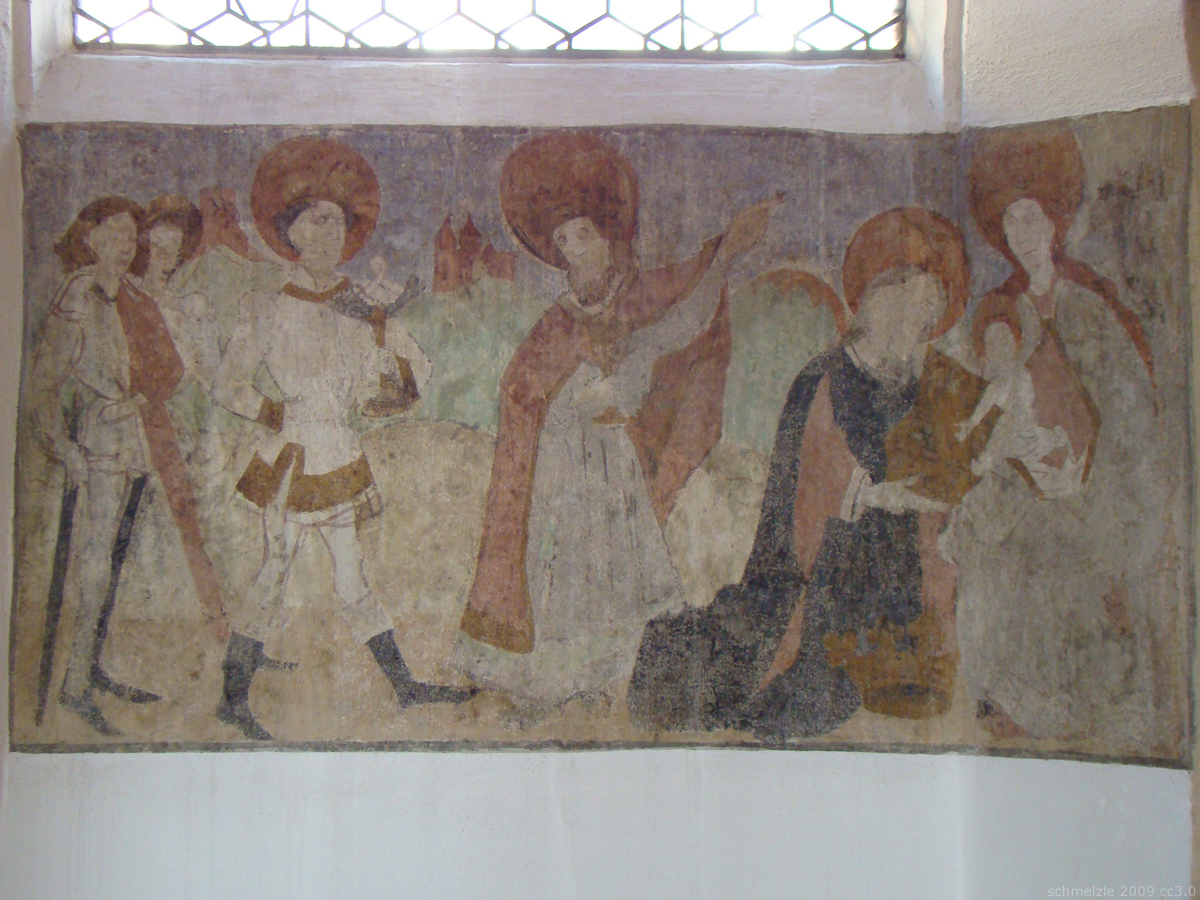
Fresken an der Nordwand
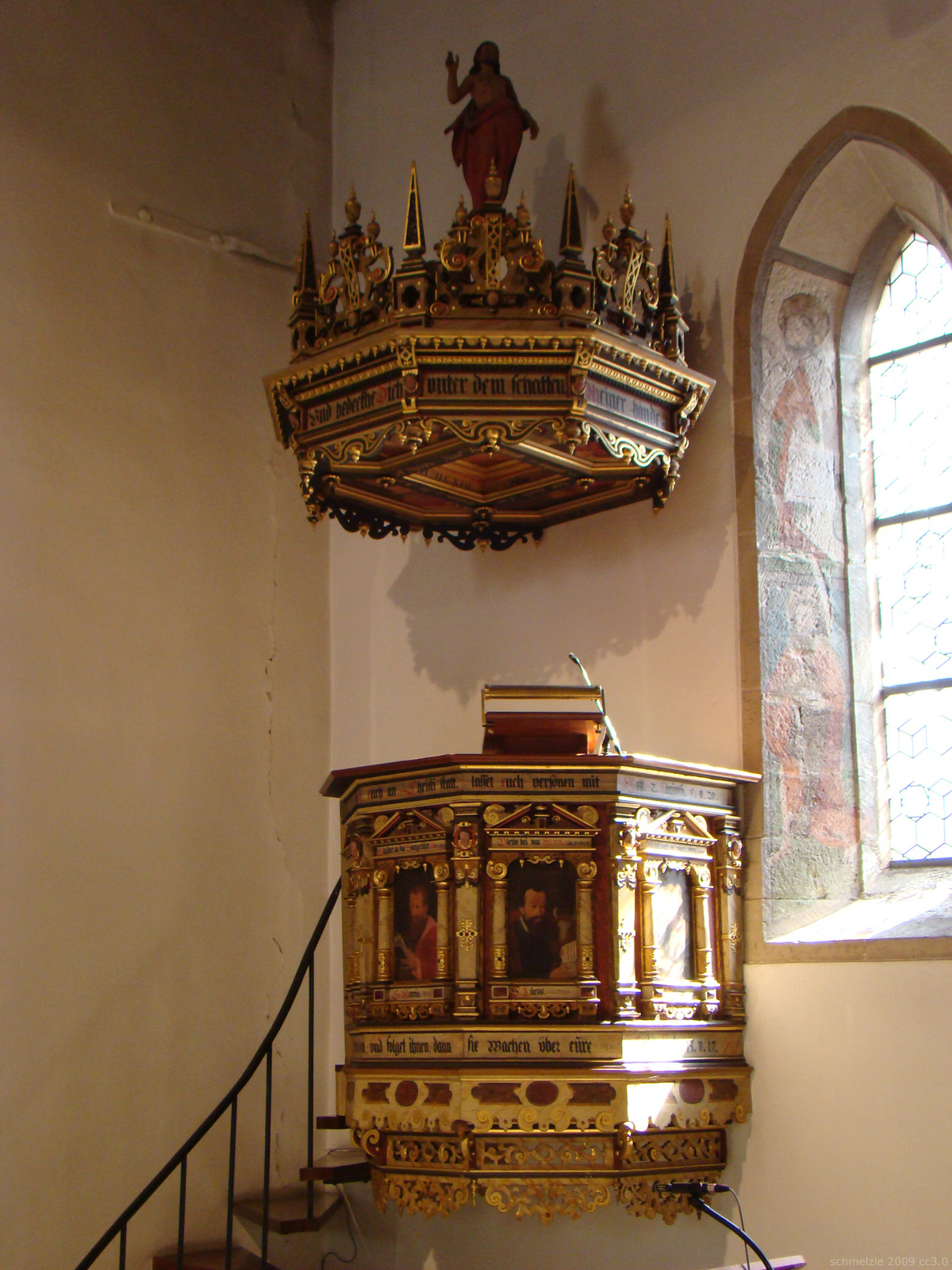
Kanzel in der Südostecke, daneben gotisches Fenster mit bemalter Fensterleibung

## Ausstattung

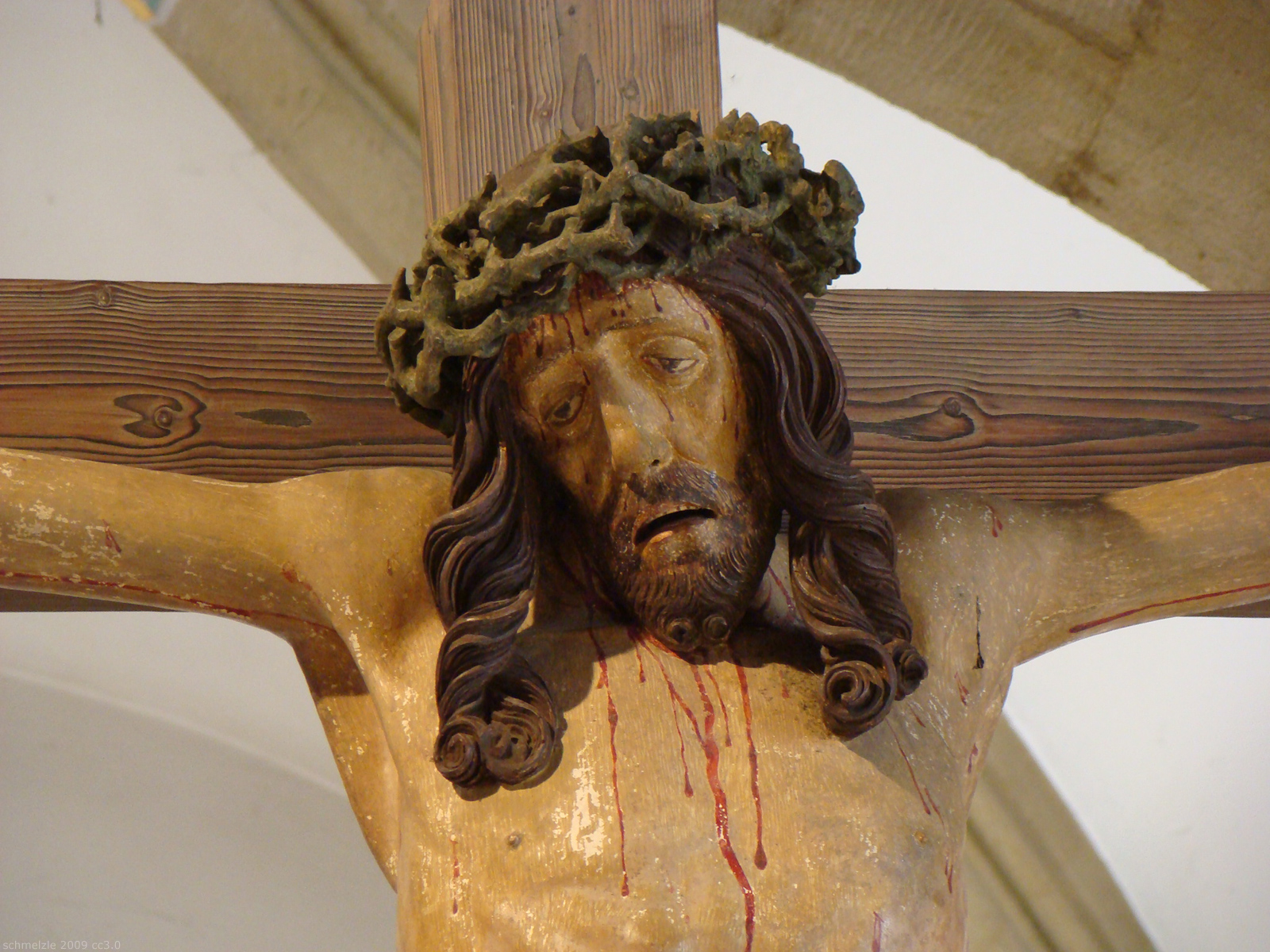
Kruzifix

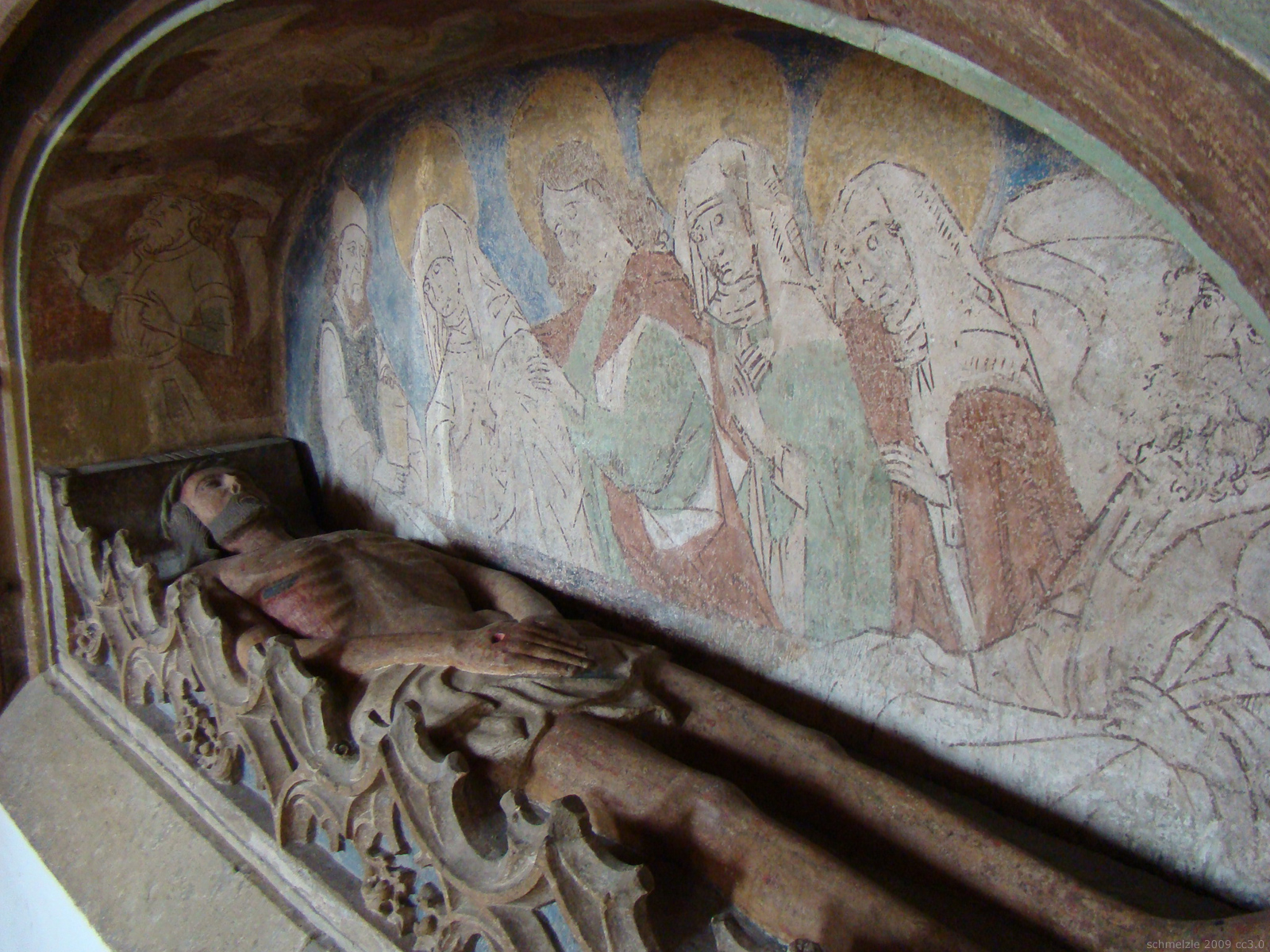
Heiliges Grab an der Nordwand

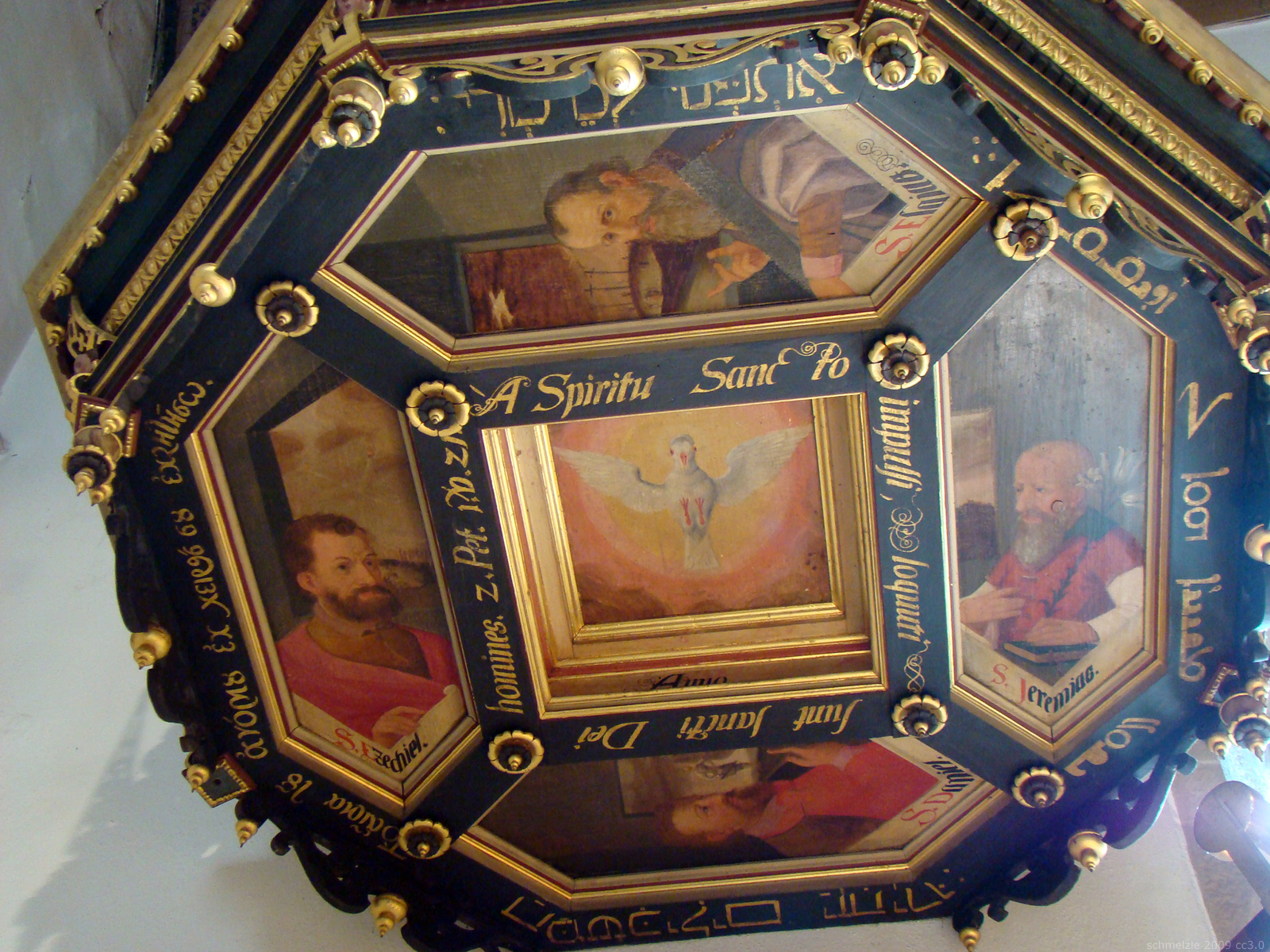
Unterseite des Schalldeckels der Kanzel

### Kanzel
In der Südostecke neben dem Chorbogen steht seit der Kirchenrenovierung 1963/64 eine Renaissance-Kanzel. Bis dahin hatte sie seit dem hundertjährigen Reformationsjubiläum 1617 ihren Platz an der Südwand zwischen den beiden großen Fenstern und war räumlich wie liturgisch der Mittelpunkt des Parterregestühls und der Emporen des als Querkirche gestalteten Kirchenraums. Der Kanzelkorb ist mit den Bildnissen der Evangelisten verziert, der auf der Oberseite reich plastisch verzierte Schalldeckel ist auf der Unterseite mit Bildnissen der Propheten bemalt und mit Sprüchen in fünf Sprachen (deutsch, lateinisch, griechisch, aramäisch und hebräisch) versehen.

### Heiliges Grab
Das Heilige Grab in einer Nische an der Nordwand stammt aus der Zeit der späten Gotik. Der überlebensgroße Leichnam wurde gemäß einer Inschrift 1464 geschaffen und ist als Halbreliefplastik auf einem Sarkophag ruhend dargestellt, während die üblichen Assistenzfiguren als Fresken an die Rückwand der Nische und an der Kirchenwand über der Nischenbekrönung aufgemalt sind. Die Nische wird von Blendmaßwerk bekrönt, ebensolches verziert auch am unteren Abschluss den Sarkophag.

### Bildnisse
An der Südwand der Kirche sind zwischen den Fenstern zwei große geschnitzte Tafeln im Stil von Epitaphien aufgehängt (eine davon am früheren Platz der Kanzel), die 1630 von Herzogin Barbara Sophie, der Witwe Herzog Johann Friedrichs und geborene Prinzessin von Brandenburg, gestiftet wurden. Die Tafeln zeigen oben jeweils das württembergische Wappen und unten das brandenburgische. In der Mitte sind beide Tafeln jeweils mit sechs reliefplastisch gearbeiteten Passionsdarstellungen versehen. An der Nordwand des Chores ist ein historisches Gemälde aus dem 17. Jahrhundert mit der Szene von der Taufe Jesu aufgehängt. Neben den Malereien am Heiligen Grab sind auch an weiteren Stellen der Nordwand historische Fresken erhalten. Auch bei der Öffnung der gotischen Fenster an der Südwand konnten in den Fensterleibungen sehr alte Malereien aufgefunden und erhalten werden.

### Altar und Taufstein
Altar und Taufstein sind aus Kalkeisentuff gefertigt und wurden bei der Renovierung 1964 beschafft. Das hölzerne Kruzifix am Altar stammt aus der Zeit um 1510/20 und kommt aus der Werkstatt von Hans Seyfer. Zum Kirchenschatz zählt auch noch ein historisches Taufgeschirr aus Schale und Kanne aus dem 17. Jahrhundert, das auch bei der Taufe von Theodor Heuss am 9. März 1884 zum Einsatz kam. Ebenso zum Kirchenschatz zählen ein renaissancezeitlicher Sakristeischrank.

### Emporen und Orgel

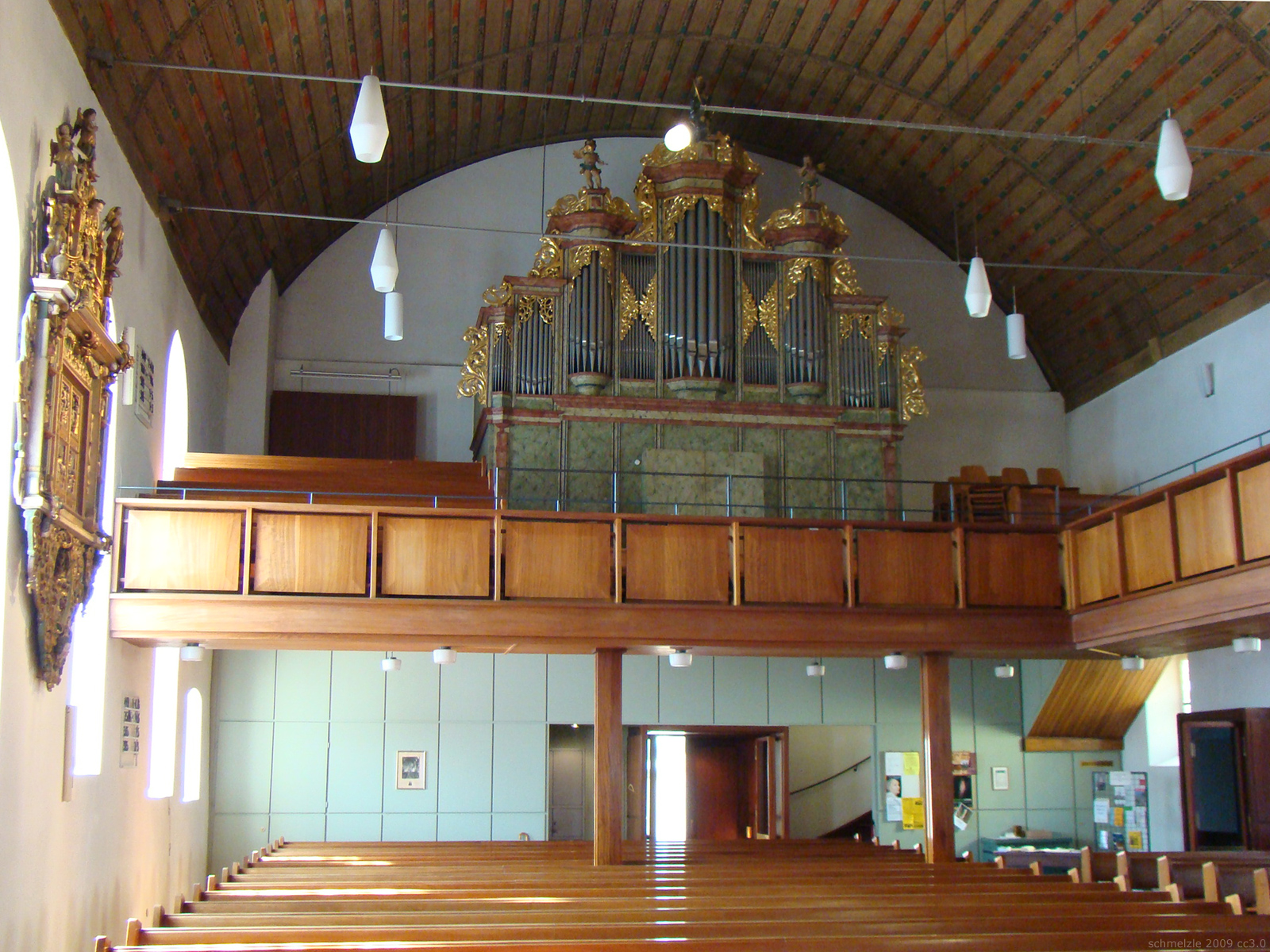
Blick zur Orgel

An der westlichen Giebelseite und an der nördlichen Seitenwand ist eine umlaufende Empore eingezogen, auf deren westlichem Teil die Orgel aufgestellt ist. Die ursprüngliche Orgel entstand 1716 bei Georg Friedrich Schmahl in Heilbronn. Sie war einst auf einer heute nicht mehr vorhandenen mächtigen Empore quer über den Chorbogen aufgestellt. Nach mehreren Orgelumbauten wurde von der Orgelmanufaktur E. F. Walcker & Cie. 1966 ein neues Orgelwerk in das historische Barockgehäuse am heutigen Standort auf der Empore über dem Eingangsbereich eingebaut. Dieses Instrument hat einen Umfang von 27 Registern auf zwei Manualen und Pedal.

### Glasmalerei
Die Fenster der Kirche wurden größtenteils bei der Renovierung von 1964 erneuert, die künstlerische Konzeption sowie Chor- und Südfenster (neutestamentliche Szenen; Bergpredigt) stammen vom Stuttgarter Kunstmaler Wolf-Dieter Kohler. Einige Fenster sind älterer Herkunft: Das schlanke Fenster im Chor ist eine Stiftung der Familie des Stadtschultheißen Wendel und wurde 1916 von Franz Heinrich Gref entworfen und in der Stuttgarter Glasmalerei Saile gefertigt. Es stellt die Berufung von Jakobus und Johannes sowie die Verklärung und Auferstehung Christi dar, auch das Sakristeifenster Anbetung der Könige stammt vom gleichen Künstler. Bernhard Huber schuf 2017 drei Fenster (Tympanon Eingangsportal, zwei Rundfenster).

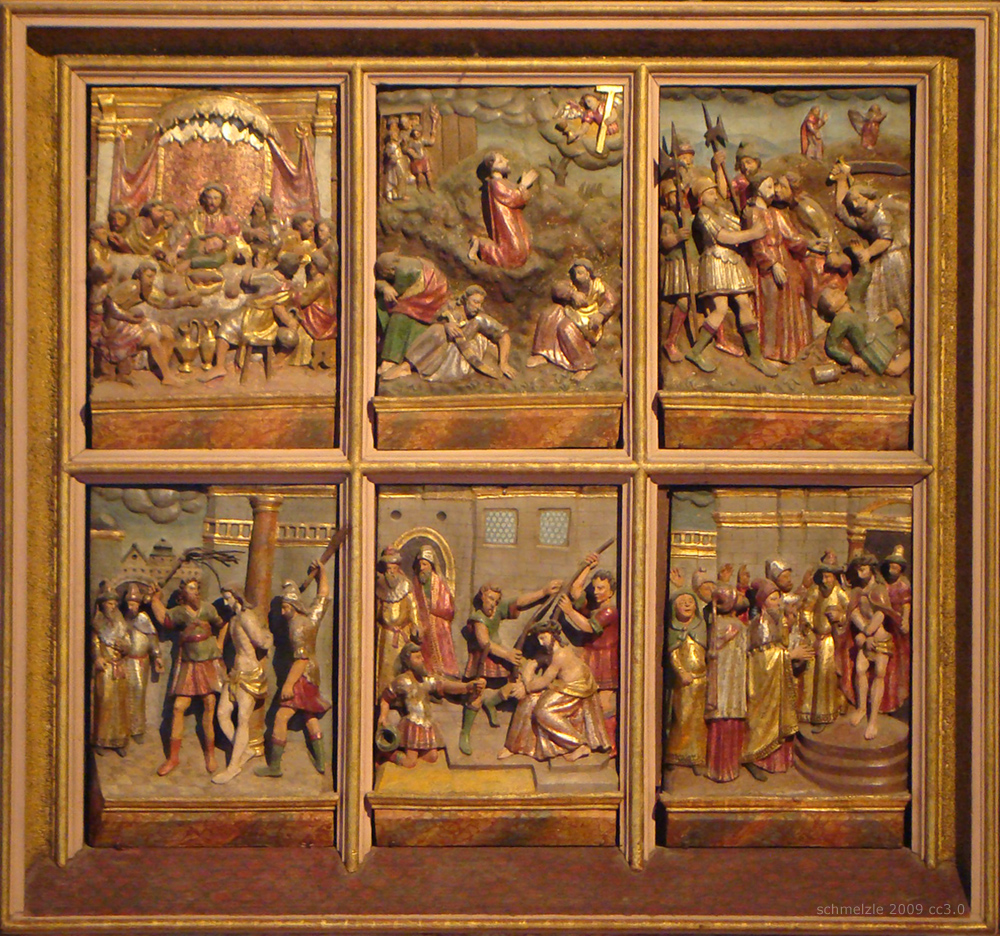
Passionsdarstellungen von einer der Stiftertafeln
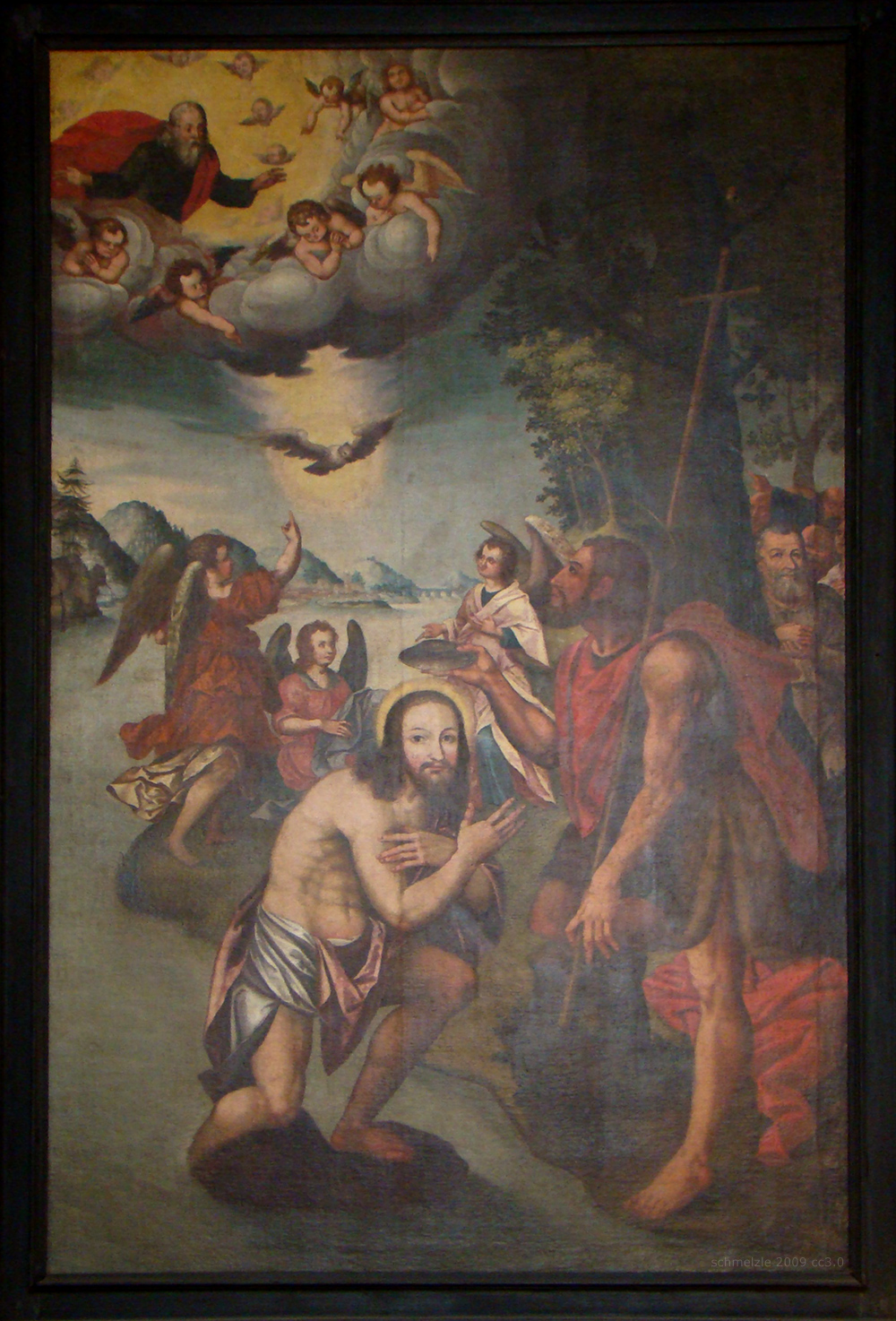
Gemälde von der Chor-Nordwand
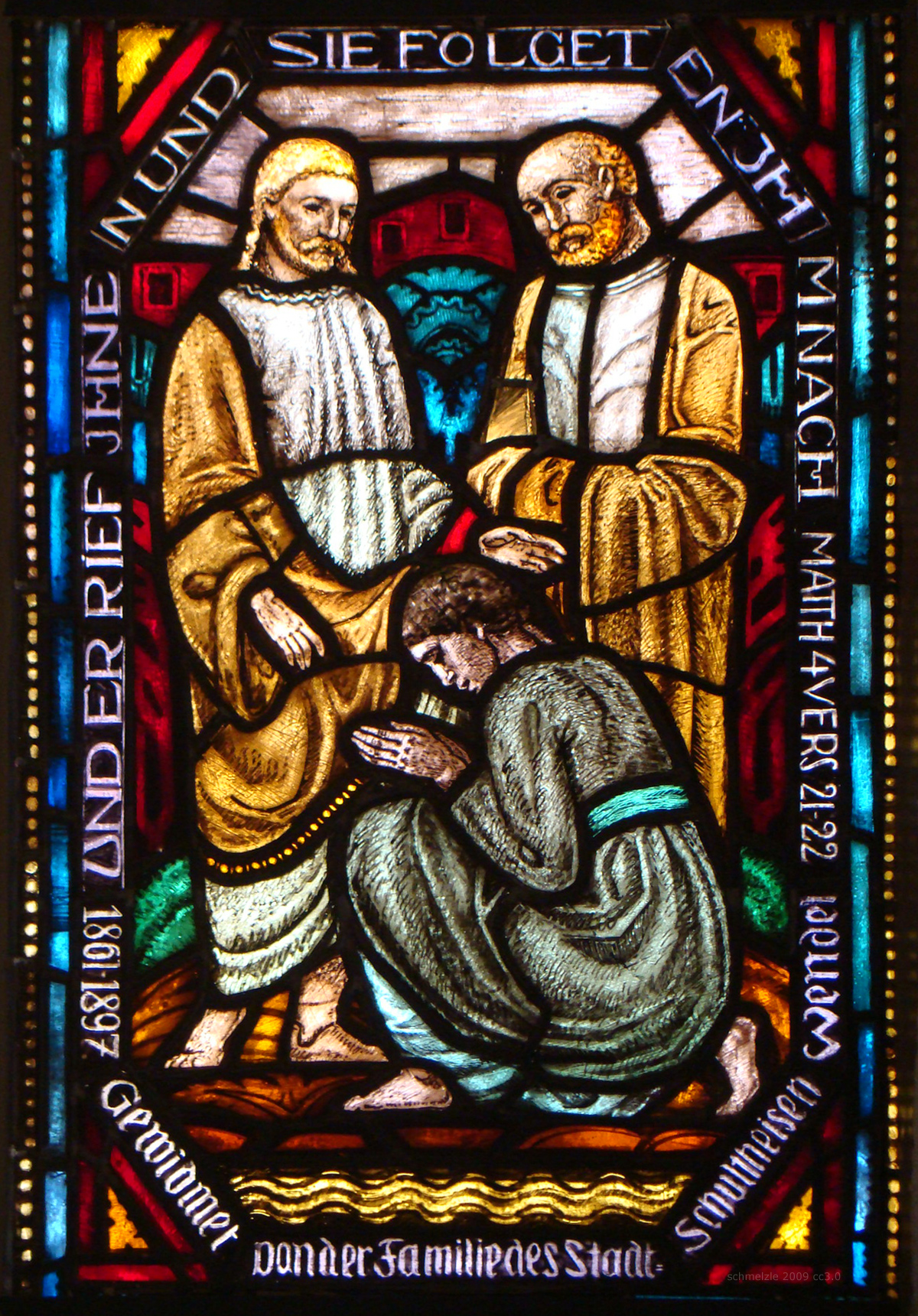
Detail vom Chorfenster

## Glocken
Das Glockengeläut der Kirche besteht aus drei historischen Bronzeglocken: 
- Die älteste der Glocken ist die Kreuz- und Schiedglocke aus dem 13. Jahrhundert, sie trägt die Inschrift Me resonante pia populi memor esto Maria. Thomas me fecit Trev. Gegossen wurde sie gemäß ihrer Inschrift bei einem Glockengießer Thomas in Trier. Die Glocke mit dem Nominalton as′ hat einen Durchmesser von 984 mm und ein Gewicht von 575 kg.
- Nur wenig jünger ist die um 1300 gegossene Taufglocke, die mit den Namen der vier Evangelisten beschriftet ist: MATHEVS IOHANNES LVCAS MARCVS. Die Glocke mit dem Nominalton des″ ist die kleinste und hat bei einem Durchmesser von 726 mm ein Gewicht von 242 kg.
- Die jüngste und größte der drei Glocken, die Bet- bzw. Vaterunserglocke, wurde 1497 bei Bernhard Lachmann in Heilbronn gegossen. Sie trägt die Inschrift Osanna heis ich in unser Frauen Er leut ich Bernhart Lachaman gos mich an o dm 1497. Die Glocke mit dem Nominalton f′ hat einen Durchmesser von 119,6 cm und ein Gewicht von 1028 kg. Die größte der Glocken musste zwar im Zweiten Weltkrieg zu Rüstungszwecken abgeliefert werden, kehrte jedoch nach Kriegsende nach Brackenheim zurück. Alle drei Glocken wurden 1970 runderneuert.[4]